# 灵境胡同
39°54′48″N 116°22′14″E / 39.91322°N 116.37066°E
灵境胡同是位于中国北京市西城区东部的一条胡同。现已拓宽为交通干道。

## 简介

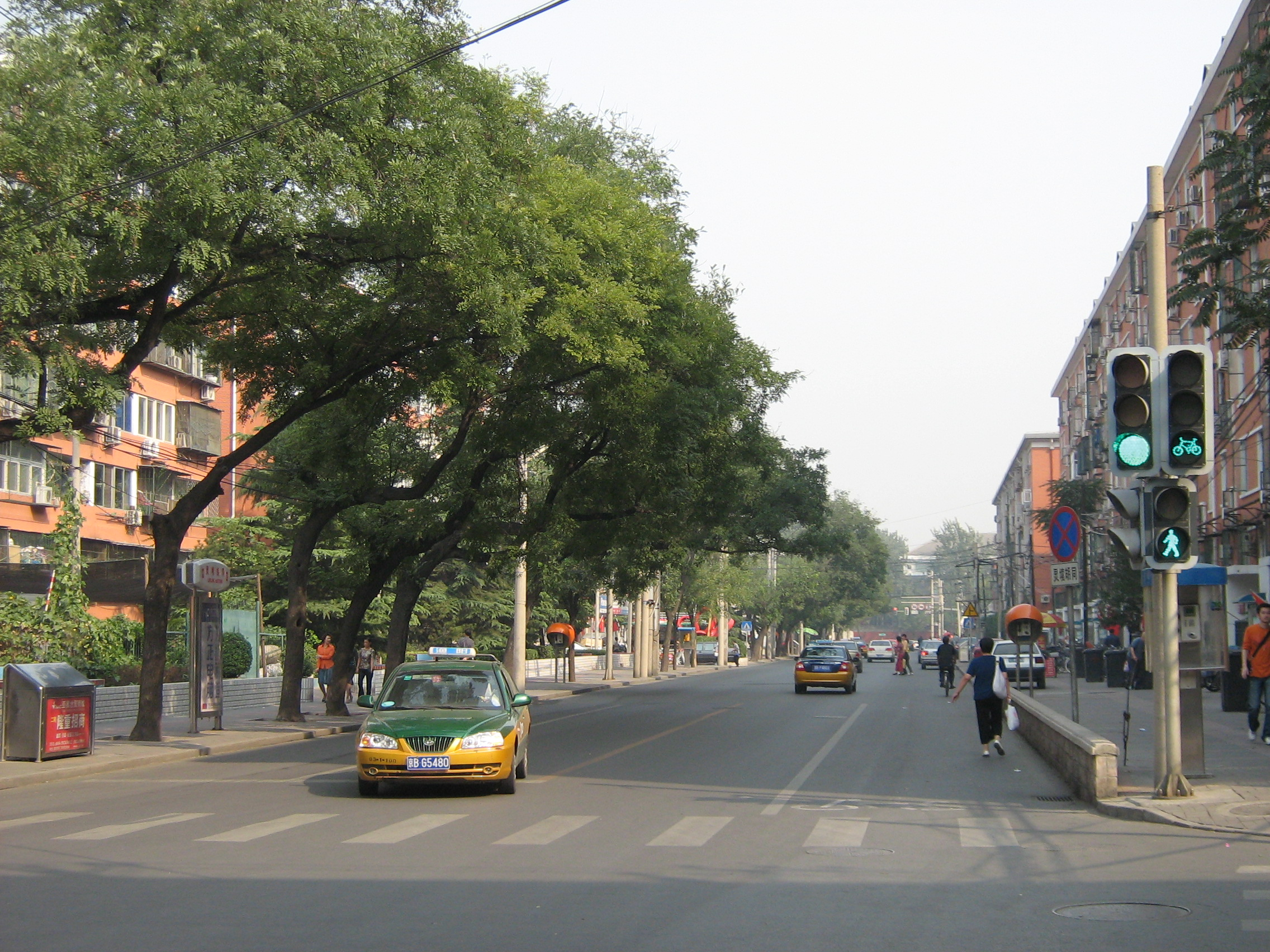
灵境胡同东段

灵境胡同东起府右街，西到西单北大街，与辟才胡同连接，中段与北侧的西黄城根南街相交。
灵境胡同因其地原有明朝道观灵济宫而得名。
明朝时，今灵境胡同分为东、西两段，东段因有灵济宫，因此称作“灵济宫”，西段南侧有宣城伯府，因此称作“宣城伯后墙街”。
清朝时，以今西黄城根南街为界，东段因为原“灵济宫”逐渐变读为灵清宫、林清宫（传说与嘉庆年间进攻皇宫的林清有关），因此称作“林清胡同”，西段则称作“细米胡同”。 
中华民国时期，灵济宫谐音而成“灵境胡同”，以今西黄城根南街为界，今灵境胡同分为东、西两段，东段称“黄城根”，西段称“灵境胡同”。东段实际上是一段东西走向的北京皇城城墙旧址。
明清北京皇城有两个西南角。今府右街南口，是皇城的一个西南角。由此向北，到今灵境胡同东口向西拐，直到今西黄城根南街南口，又向北拐向西安门，形成了另一个西南角。今灵境胡同东段以北的地带，早年都在皇城以内。1949年后，灵境胡同与黄城根合并，统称“灵境胡同”。1965年，将八宝坑并入。
1985年，北京市人民政府开始对灵境胡同进行改造，灵境胡同西段的民宅被拆除，兴建了6层高的居民楼。截至1988年，已有新居民楼13座，灵境胡同被拓宽为小马路。1992年前后，灵境胡同再次拓宽。到2009年前后，最宽处达到32.18米。 
北京地铁4号线灵境胡同站设在灵境胡同西口处。